# Salina de Cacica
Salina Cacica és una mina de sal situada a Cacica, comtat de Suceava, Bucovina (Romania).

## Elements de geologia
El dipòsit de sal gema de Cacica es troba geològicament a la frontera entre el pericarpi avanfosa i la Plataforma Moldàvia i es va formar per deposició en un sistema llacuna-evaporític. Com a edat s'emmarca en el Miocè inferior. La sal té impureses (anhidrita, argila, etc.) repartides per tota la massa. El jaciment consta de dues pales de sal amb una longitud de 1600 – 2000 metres, una amplada de 600 metres cadascuna i un gruix de fins a 250 metres, amb un total de 238 milions de tones de sal. La concentració de sal és del 84,71%.

## Històric
Les investigacions arqueològiques realitzades els anys 1952, 1968 i 1989 a Cacica han demostrat que hi havia una de les mines de sal de salmorra recristal·litzada més antigues (per ebullició i evaporació) d'Europa, que data de la cultura Starčevo-Cris del primer neolític. V mil·lenni aC Hr.) Encara hi ha diverses fonts salades a la zona.
El procés d'obtenció de la sal recristal·litzada de la salmorra de Runc consistia a aixecar una llenya amb quatre vessants de fusta, encendre el foc sota d'ella, deixant-la cremar completament, després de la qual cosa s'agafava la salmorra de la font i es deixava degotejar. Després de refredar la fusta, la sal s'eliminava per cops i s'envasava en bosses, utilitzant-se tant per al consum humà com animal.
Durant l'Edat Mitjana no hi va haver cap intent d'explotar el jaciment en el desig de no abaixar el preu de monopoli de la sal, tal com presenta Dimitrie Cantemir a Descriptio Moldaviae.
Per no importar sal de Târgu Ocna (situada a Moldàvia) ni portar d'Ocna Dej (situada a Transsilvània), el 1775 la Cort Imperial de Viena, a través de l'Administració Militar de Bucovina, va decidir prendre mesures per garantir als habitants nous províncies amb sal alimentaria.
L'any 1776, el major von Mieg, que havia elaborat el primer aixecament topogràfic de Bucovina, va informar de l'existència de dos pous de salmorra: un prop de Vijnița, que estava inutilitzat i un altre a Pârteștii d'on "els pagesos dels voltants extreuen la sal necessària bullint. ".
Cap a finals de 1783, per ordre de la Cambra Austríaca - Secció de Monedes i Mines, una comissió encapçalada pel conseller àulic Thadeus Peithner von Lichtenfels va estudiar totes les fonts salades de Bucovina i va indicar la possibilitat de perforar pous i galeries de superfície al poble de Solca. Iohann Paul Hofmann, el substitut de la cort monàstica (substitut de Berggericht) a Iacobeni i el practicant miner (Bergpracticant) Seleczki, van ser recomanats per dirigir aquestes enquestes. Un any més tard, es va fer la primera prospecció a Slatina Dealul, on es van instal·lar dues calderes d'evaporació, i l'estiu de 1785 es va construir una caldera d'evaporació a la font de Pârtești.
El cabal de les aigües salades tendeix a disminuir als estius secs i s'està treballant per aprofundir els pous existents, perforant-ne fins i tot de nous. Casualment, l'any 1790 es va excavar un pou d'aquest tipus a l'extrem nord del jaciment de Cacica, revelant així la reserva de sal.
A causa de l'aspecte gris de la sal, es va fer venir el professor von Jacquin, que va establir a partir de les anàlisis que la sal, encara que impura, no és perjudicial per a humans ni animals, tenint aproximadament la mateixa composició química de sal que la de Transsilvània. Atès que els resultats van ser satisfactoris, es va aprovar iniciar les obres d'obertura de la salina.
Les obres de construcció es van acabar l'any 1791, la mina de sal es va posar en funcionament, aconseguint treballadors i tècnics de diferents províncies de l'Imperi dels Habsburg, especialment de Galícia: Svirsk, Wieliczka, Bochnia, la majoria d'ètnia polonesa i religió romana. catòlica.
La salmorra s'obtenia sota terra en grans conques de fusta, a nivell de l'horitzó III. L'any 1803 es va iniciar la construcció d'un nou edifici per a safates d'evaporació i forns d'assecat de sal. L'any 1805, es construeix el séchoir per a la fabricació de barraques de sal. Les obres de modernització van continuar, així, l'any 1856 es va posar en funcionament un molí de sal i es va instal·lar una a les conques estàtiques de dissolució situades entre els horitzons I i III (actual bomba situada a "Dimitrie Leonida" Museu Tècnic). L'any 1886 es va modernitzar el transport subterrani, es van fer reparacions completes als edificis administratius i es van equipar amb 2 calderes de vapor de llenya, 2 dipòsits de fusta per a salmorra de 100 cm³, 2 instal·lacions d'evaporació i 6 forns d'assecat de sal. En aquella època Salina Cacica era una de les més modernes d'Europa, la producció el 1886 era: 2380 t de sal búlgara, 2926 t de sal evaporada, 233 t de sal mòlta.
La producció subterrània es va transportar inicialment amb manxes de cuir de búfal per a la sal gema i camussa per a la salmorra d'infiltració, arrossegat a la superfície amb un tamís. Posteriorment, es va disposar el pou d'extracció amb una bomba de vapor de 6 CV. Es va disposar la instal·lació d'extracció amb gàbies per al transport amb vagons de sal i bombes situades sota terra per al transport de salmorra. L'evaporació de la sal es feia en grans safates, amb una superfície de 80 – 150 m² i 50 – 60 cm d'alçada, sent elevat el consum energètic, utilitzant llenya. Més tard, el 1956, es va introduir combustible líquid (petroli) en el flux tecnològic i es van col·locar dos pous de dissolució cinètica sota terra. L'any 1967, es va disposar una línia de garatge CFR i un dipòsit de càrrega, i entre 1968 i 1974, la capacitat de producció de 13 évaporateurs es va incrementar.
L'any 1993, la planta de preparació es va traslladar a Pârteștii de Jos i es van substituir els evaporadors tipus safata per un sistema de buit multiefecte.
L'any 2003, a través del programa "Tancament i ecologització de la mina Cacica", es va enderrocar, netejar i verditzar l'antiga plataforma per a la preparació de sal recristal·litzada del jaciment miner.

## Dades tècniques
Les galeries són excavades a mà, de perfil rectangular, sense suport i sense armes, amb una amplada mínima d'aproximadament 1 m. Hi ha infiltracions de les aigües subterrànies i del procés productiu que es drenen per canals col·lectors laterals. El jaciment va ser atacat per 3 pous verticals: el pou principal d'extracció, el pou d'aireació i el pou d'abastament d'aigua de les conques. Des del pou d'extracció es van obrir 3 horitzons:
Horitzó II : situat a una profunditat de 55 m. Entre els horitzons I i III es van situar les conques de dissolució còniques, conegudes amb el nom alemany de Sinkwerksbetrieb obertes des de les galeries principals en dos túnels perpendiculars, el superior de 110 m de llarg i la inferior de 130 m de llargada. Les dues galeries es van unir a una distància de 100 m de la galeria principal amb un pou vertical de secció de 4x4 m quadrat. La base del pou estava unida al primer horitzó per un pla inclinat amb graons que servien d'accés a la conca. Per separar les impureses de la salmorra, es va construir un filtre sorb amb una alçada de 5 m de fusta a la part inferior. Per finalitzar l'obra, el pou es va omplir d'aigua a una alçada de 10 m. La dissolució sent amb el temps més accentuada a la part superior, la conca va prendre forma de con. El subministrament d'aigua es feia des de la part superior mitjançant una canonada i la salmorra s'agafava per una canonada situada a la part inferior. Per a l'estanquitat del fons de la conca, es fa un tap d'argila construït en forma de presa feta amb envans de fusta. Va assolir un nombre de 3 conques amb diàmetres de 50, 80 i 90 m, alçades de 6–7 m i volums entre 7500-15000 m3 de salmorra. La salmorra resultant es va bullir en una bateria d'evaporació formada per 2 calderes fetes de làmines d'acer reblats, cadascuna amb una àrea d'evaporació de 60 metres quadrats, una profunditat de 30 cm i una producció d'11.000 kg. sal / 24 h A partir de l'any 1956, la sal s'explota a través de pous situats sota terra, pel mètode de dissolució cinètica en petits passos i amb pujades contínues.
Horitzó III : es troba a una profunditat de 70 m.

## Zona turística
L'entrada a la mina es realitza per 192 esglaons d'avet antics de l'inici de l'explotació, mineralitzats per la salmorra que penetrava a la fusta, disposats en espiral envoltant el pou principal d'accés i aireig. La temperatura al subterrani és d'uns 10 graus centígrads.
- Museu de la Sal - es troba a l'edifici de l'administració i disposa d'eines, mapes, fotografies, minerals diversos, cultura arqueològica.[9]
- La capella catòlica romana de Santa Varvara - situada al final de l'escala amb 192 graons, 21 metres de profunditat.[8] La capella, la primera d'aquest tipus disposada en una mina de,[5] es va inaugurar l'any 1806 per iniciativa del sacerdot polonès Jakub Bogdanowicz que volia que els miners catòlics romans tinguessin un lloc on pregar abans i després d'acabar l'obra. (a la localitat no hi ha església). Originàriament estava folrat amb fusta, que es va retirar el 1904. La patrona de la capella és Santa Varvara, la patrona dels miners. La capella disposa de: altar, icones, canelobre, púlpit i balcó per al cor. L'altar i el púlpit estaven tallats a la sal. La capella té les dimensions: 25 m de llargada, 9 m d'ample i 7 m d'alçada. Els murs són rectangulars, i a la dreta hi ha una icona que representa Santa Varvara. Hi havia una vegada, la Santa Missa se celebrava diàriament sota terra, a la qual assistien miners catòlics, grecs catòlics i ortodoxos. Actualment, el 4 de desembre de cada any, els sacerdots de les 3 confessions baixen a la capella per celebrar un Tedeum, i els nens presenten un programa artístic amb vestits populars de les 3 ètnies i en 3 llengües.[8]
- La Capella Ortodoxa -situada a 35 metres de profunditat, on es desplega l'Horitzó I. En aquesta zona, la galeria excavada directament a la sal és molt més àmplia i presenta baixos relleus tallats a la roca salada, amb temes religiosos, obra recent de alguns escultors de la zona, alguns després de models similars a la Salina de Wieliczka prop de Cracòvia. Al costat dret de la capella hi ha la Icona de Sant Daniel Ermità.[8]
- Salt Lake - és un arranjament artificial excavat a mà pels miners a una profunditat de 35 metres. Les dimensions del llac són de 10x6 metres.[8]
- La sala de ball també anomenada “Ing. Agripa Popescu "(després del nom del primer director general de l'Autoritat de monopolis de l'Estat) - situat a una profunditat de 37 metres, té unes dimensions relativament grans: 24x12x12 metres, i als extrems té 3 balcons excavats a la sal. Aquí s'organitzaven balls, aplecs festius.[8]
- La cova dels nans